# Caroline Wennergren
Renata Caroline Wennergren, född 21 september 1985 i Rio de Janeiro, är en svensk sångerska. Hon framträder inom olika musikstilar, men har som främsta inriktning den svarta jazzstilen och storbandsjazz från det tidigare 1900-talets USA.

## Biografi
Caroline Wennergren levde de första fem åren i Rio de Janeiro på ett barnhem som drevs av karmelitersystrar. Som femåring adopterades hon till Sverige av Ingela och Jan Wennergren i  Mölnlycke, där hon växte upp och fortfarande bor. Med sitt tidiga musikintresse gick hon estetisk linje med musikalinriktning på Hulebäcksgymnasiet i Mölnlycke.

### 2000-tal
2002 kom hon tvåa i TV4:s Sikta mot stjärnorna genom att sjunga förebilden Ella Fitzgeralds sång "A Tisket, a Tasket". 19 år gammal slog hon igenom i Melodifestivalen 2005 med bossa novalåten "A Different Kind of Love" av Joacim Dubbelman och Martin Landh, placerad på femte plats i finalen. Låten låg sedan på Svensktoppen i 19 veckor därefter. Låten har också förekommit på flera samlingsalbum och är ledmotivet i Casper Andreas amerikanska film A Four Letter Word (2007).
Hon släppte 2005 sitt debutalbum Doing the Bossa Supernova under artistnamnet Caroline W. 
Under 2005–2006 medverkade hon tillsammans med Christer Sjögren i showen Show Me Vegas på Rondo i Göteborg och på Hamburger Börs i Stockholm. Sommaren 2006 var hon med på Diggiloo-turnén runtom i Sverige. Sommaren 2007 turnerade hon tillsammans med Augustifamiljen och Ebbot Lundberg. Sommaren 2008 och 2009 turnerade hon med Bröderna Lindgren och deras Vuxen barnmusik. Hon har också gett ett flertal konserter med olika orkestrar, bland annat på Göteborgs Jazzfestival och tillsammans med Alan White och Klaus Voormann på Cirkus i Stockholm och Trägår'n i Göteborg.
Wennergren har medverkat på flera samlingsalbum, såsom UMAMI tillsammans med bland andra Freddie Wadling och Caroline af Ugglas, Grammisvinnande Vuxen barnmusik med Bröderna Lindgren (i två album),  tillsammans med Triple & Touch i deras Sydafrikaprojekt, samt på Sånger från in- och utsidan, som beskriver barnens verklighet när en av föräldrarna sitter i fängelse. 2009 sjöng hon med Ebbot Lundberg in John Lennons och Yoko Onos sång "Love".

### 2010-tal
Sedan 2010 har hon kontrakt med Lionheart Music Group och gav 2011 ut albumet Drop Me Off in Harlem som en tribut till den uppmärksammade svarta jazzmusikscenen i Harlem från 1920-talet och framåt. Artister som Ella Fitzgerald, Duke Ellington, Count Basie, Billie Holiday, Louis Armstrong och Chick Webb fungerar som hennes stora förebilder och inspirationskälla.
Sedan 2012 uppträder hon emellanåt också som buktalare/buksångare med de jazzsjungande dock-partnerna "Leroy Armstrong" och "Lilly Holiday". Hon framträder även för barn med en större uppsättning dockor, som sjunger jazz på svenska.
28 februari 2015 återvände hon till Melodifestivalen 2015:s fjärde deltävling i Örebro med soullåten "Black Swan" av Nicklas Eklund, Joel DeLuna och Aimee Bobruk. Efter andra omröstningen gick hon dock inte vidare till final.

## Diskografi

### Studioalbum
- 2005 – Bossa Supernova
- 2011 – Drop Me Off in Harlem
- 2017 – Goes Vintage - A Tribute To Ella Fitzgerald

### Singlar
- 2005 – "A Different Kind of Love"
- 2005 – "Doing the Bossa Supernova"
- 2005 – "You And I"
- 2010 – "Love"
- 2011 – "A Tisket a Tasket"
- 2015 – "Black Swan"